# Eozin Y
Eozin Y, C.I. 45380 ili C.I. kiselo crvena 87 je oblik eozina koji se najčešće koristi u histologiji, najviše u HE bojilu (hematoksilin i eozin). Eozin Y također se široko koristi u Papanicolaouovom bojilu (ili Papovom bojilu koja se koristi u Papa testu) i u citološkim bojilima tipa Romanowsky. Također se koristi kao fotosenzibilizator u organskoj sintezi.

## Ksantenska bojila
Ksantenska bojila formalno su ciklički analozi di- i trifenilmetanskih spojeva; u njima su dva aromatska prstena spojena jednim atomom kisika u orto-položaju prema metanovom ugljiku. Teorijski se izvode od heterocikličkog sistema ksantena, dibenzo-y-pirana, ali se od njega ne pripravljaju. Sam ksanten je bezbojan, no derivati s auksokromnim grupama u molekuli su obojeni. Prema supstituentima koji se nalaze u molekuli dijele se ksantenska bojila u tri podgrupe. Prva sadrži hidroksi-derivate, druga amino-derivate, a treća amino-hidroksi-derivate. Kromofor je ovih bojila u slučaju aminoderivata rezonantni hibrid oksonijskog, amonijskog i karbonijskog oblika molekule (I, II, III). Hidroksi-derivati se gubitkom protona stabiliziraju dajući električki nenabijen sistem čiji je kromofor kinonoidna struktura IV.
Ova su bojila i po svojstvima bojenja bliza arilmetanskim bojilima. Obojenja koja se njima postižu vrlo su čista i jarka. Najbrojnije su zastupana crvena i ružičasta s nekoliko žutih i ljubičastih. Neka od ovih bojila snažno fluoresciraju u otopini, pa i na obojenom materijalu. I u ovoj se grupi nalaze bojeni lakovi pripremljeni taloženjem s fosfor-volfram-molibdenskom kiselinom. Niz crvenih i narančastih bojila ove skupine važan je za bojenje kozmetičkih preparata, živežnih namirnica i ljekovitih pripravaka.
Među značajnije predstavnike ksantenskih bojila ide sulforodamin B, C.I. 45100; priprema se tako da se kondenzira benzaldehid-2,4-disulfonska kiselina s m-dietilaminofenolom, produkt dehidrira sumpornom kiselinom, oksidira željeznim kloridom i prevede u natrijevu sol. Rodamin B, C.I. 45170, jedno od prvih bojila ove grupe, dobiva se kondenzacijom anhídrida ftalne kiseline s m-dietilaminofenolom; ako se kao aminska komponenta upotrijebi 3-etilamino-p-krezol i tako nastali produkt esterificira alkoholom, nastaje rodamin 6G, C. I. 45160. Echtsáureviolett ARR, C.I. 45190, dobiva se obradom fluoresceina fosfornim trikloridom, kondenzacijom tako nastalog 3',6'-diklorfluorana s o-toluidinom i sulfuriranjem. Fluorescein, C. I. 45350, priprema se kondenzacijom anhídrida ftalne kiseline s rezorcinom. Njegove alkalne soli, poznate pod imenom uranin neobično jako fluoresciraju u otopini (i u razređenju 1 : 40 000 000), pa se stoga upotrebljavaju za označavanje i ispitivanje vodenih tokova. Bromiranjem fluoresceina priprema se tetrabromfluorescein, eozin G, C.I. 45380, a jodiranjem dijodfluorescein, Eritrozin 6G, C. I. 45425. Coerulein S, C.I. 45510, nastaje obradom Galleina (C.I. 45445) koncentriranom sumpornom kiselinom. Gallein se dobiva kondenzacijom pirogalola ili galne kiseline s anhidridom ftalne kiseline.

### Eozin
Eozin (prema grč. ἕως: zora, jutarnja rumen) je sjajnocrveno ksantensko bojilo, prvi put pripravljeno 1874. Eozin je kalijeva ili natrijeva sol tetrabromfluoresceina koji se dobiva adiranjem (dodavanjem) broma na fluorescein suspendiran u alkoholu. Mnogo se upotrebljavao u tekstilnoj industriji za bojenje svile i vune, a danas se koristi u fotografiji i kozmetici, za bojenje mikroskopskih preparata (zajedno s hematoksilinom), pripravu crvene tinte i drugo. Eozin je ustvari naziv nekoliko fluorescentnih kiselih kemijskih spojeva koji se vežu i tvore soli s osnovnim, odnosno eozinofilnim spojevima poput bjelančevina koji sadrže aminokiselinske ostatke poput arginina i lizina, a boji ih tamnocrvenom ili ružičastom bojom kao rezultat djelovanja broma na fluorescein. Uz bojanje bjelančevina u citoplazmi, može se koristiti za bojanje kolagena i mišićnih vlakana za ispitivanje pod mikroskopom. Strukture koje se lako boje eozinom nazivaju se eozinofilnima. U području histologije, eozin Y je oblik eozina koji se najčešće koristi kao histološko bojilo.

## Slike
|                      | |                                                   |
| Hematoksilin i eozin | Van Gogh je u svom "Polju s perunikama u blizini Arlesa" ugradio crvenu eozinsku boju u boju perunika prikazanih na dnu slike. Zbog težnje blijeđenja eozina, latice su sada poprimile plavkastu nijansu od svoje izvorne ljubičaste boje. | Uzorak dušnika obojenog hematoksilinom i eozinom. |

## Vanjske poveznice
|  | Zajednički poslužitelj ima još gradiva o temi Eozin Y |